# Augustyn Serożyński
Augustyn Serożyński (ur. 26 sierpnia 1883 w Lekartach, zm. 5 listopada 1941 w KL Mauthausen-Gusen II) – polski ziemianin, działacz społeczny, polityk, propagator spółdzielczości i oświaty rolniczej na Pomorzu, poseł na Sejm i senator w II RP.

## Życiorys
Posiadał wykształcenie podstawowe. W latach 1918–1919 brał czynny udział w organizacji Straży Ludowej i Straży Obywatelskiej na Pomorzu. Pracował w organizacjach rolniczo-zawodowych i społecznych. Był założycielem kółek rolniczych w Skarlinie (1910), Lekartach (1924) oraz w Wonnie i Ostrowitem (1928) i zakładów mleczarskich. Pełnił funkcje sołtysa w Lekartach, wójta gminy Skarlin i Nowego Miasta Lubawskiego oraz wiceprezesa Zarządu Głównego Pomorskiego Towarzystwa Rolniczego w Toruniu.
W 1930 roku został posłem na Sejm III kadencji (1930–1935), w 1935 roku senatorem IV kadencji (1935–1938) powołanym przez Prezydenta RP Ignacego Mościckiego. Pracował w komisji gospodarczo-skarbowej.
Podczas II wojny światowej aresztowany przez Gestapo 10 kwietnia 1940 roku; więziony w kilku obozach koncentracyjnych (Auschwitz, Dachau, Sachsenhausen). Został zamordowany zastrzykiem fenolu 5 listopada 1941 roku w obozie Mauthausen-Gusen (numer obozowy 2789).

## Ordery i odznaczenia
- Krzyż Oficerski Orderu Odrodzenia Polski (11 listopada 1937)[3]
- Brązowy Krzyż Zasługi (22 grudnia 1927)[4]

## Upamiętnienie
Rada Gminy Nowe Miasto Lubawskie uchwałą z dnia 4 października 2018 roku nadała Augustynowi Serożyńskiemu tytuł „Zasłużony dla gminy Nowe Miasto Lubawskie”.
12 października 2018 roku w Lekartach odsłonięta została tablica pamiątkowa upamiętniająca Augustyna Serożyńskiego – wybitnego mieszkańca gminy Nowe Miasto Lubawskie, pierwszego parlamentarzystę pochodzącego z powiatu nowomiejskiego.